# Asian Scientist (часопис)
Asian Scientist је часопис на енглеском језику о науци и технологији који се издаје у Сингапуру.

## Историја и профил
Asian Scientist је први пут објављен у марту 2011. године.
Са средиштем у Сингапуру, Asian Scientist је основан од стране тима који се професионално бави науком и медицинских журналиста, са активним доприносиоцима науци, технологији и медицини.
Резултат објављивања часописа јесте пораст броја научника, инжењера и доктора из Азије, и нове вести из области науке и технологије. Према Националној научној фондацији (енгл. National Science Foundation), једна четвртина светских публикација долазе из Азије и једна трећина свих научних истраживача су Азијати, што показује померање центра науке света ка Азији.
Према резултатима из 2012. године, оствареним помоћу Национаног Научног Одбора САД (енгл. U.S. National Science Board), највећа напредовања у области науке и технологије последњих година десили су се у Asia-10 - Кина, Индија, Индонезија, Јапан, Малезија, Филипини, Сингапур, Јужна Кореја, Тајван и Тајланд. Између 1999. и 2009. године, на пример, глобални развој САД опао је са 38% на 31%, док је у Азији забележен пораст са 24% на 35% током истог периода.
Априла 2013. године, редакција Asian Scientist-а прихватила је финансирање од међународног издавача Светске Научне Издавачке Компаније (енгл. World Scientific Publishing Company) како би проширила операције на сопствено седиште у Сингапуру. Јануара 2014. године, издат је најзначајнији штампани број часописа усмерен ка научницима, здравственим радницима и студентима. Први број часописа био је фокусиран на биомедицинске науке и био је истакнут у Сингапуру и Малезији као први азијски часопис о науци.
Априла 2015. године, покренуто је водеће Такмичење за Писање Азијских Научника, у сарадњи са Научним центром Сингапур и са наградама спонзорисаним од стране Светске Научне Издавачке компаније. Такмичење је имало готово 400 пријава и додељено је SGD $21,000 у новцу и наградама. Такмичење је опет одржано 2017. године.
Компанија такође издаје књиге под отиском Asian Scientist-а. Августа 2015. године, издата је књига под називом "Научници пионири Сингапура" (енгл. Singapore's Scientific Pioneers) са циљем да се истакну доприноси 25 младих научника из Сингапура.
Фебруара 2016. године. објављена је књига Бубе и Кваркови: Приче са Такмичења за Писање Азијских Научника 2015. Књига садржи 25 есеја изложених на Такмичењу за Писање Азијских научника.
Почетком 2017. године компанија је покренула Supercomputing Asia, ново биануелно штампано издање посвећено праћењу најновијих достигнућа у раду савремених рачунара високог квалитета, чинећи тако рад на рачунару доступан лаику.
Маја 4. 2018. године, компанија је поново покренута као Wildtype Media Group.